# 블랙 컨트리, 뉴 로드
블랙 컨트리, 뉴 로드(영어: Black Country, New Road)는 2018년 런던에서 결성한 잉글랜드의 록 밴드이다. 보컬과 기타를 맡고 있는 이삭 우드와 베이시스트 타일러 하이드, 색소폰을 담당하는 루이스 에반스, 바이올린을 맡고 있는 조지아 엘러리, 키보드 담당의 메이 커쇼, 드럼을 맡고 있는 찰리 웨인과 기타리스트 루크 마크로 구성되어 있다. 이들이 연주하는 장르는 포스트 록, 포스트펑크와 얼터너티브 록으로 분류되고 있으며, 특히 슬린트와 같이 90년대 활동한 밴드와 비유되고 있다. 
현재까지 총 네 개의 싱글을 발표하였으며, 2021년 2월 5일에 첫 정규 음반인 “For the First Time”이 발매되었다. Black Country, New Road.

## 역사
우드, 하이드, 에반스, 엘러리, 커쇼와 웨인은 코너 브라운과 조니 파이크와 함께 블랙 컨트리, 뉴 로드와 비슷한 스타일의 밴드 너버스 컨디션스의 멤버였다. 하지만 브라운이 성폭햄 혐의를 받게 되면서 2018년 초에 갈라서게 되었다. 이후 파이크를 제외한 멤버들은 블랙 컨트리, 뉴 로드라는 이름의 6인조 밴드를 결성하였다. 몇몇 라이브 쇼를 공연하였으며, 런던의 언더그라운드 신에서 작은 수준의 명성을 얻게 되었다. 2019년 1월 18일에는 첫 싱글 ‘Athen's, France’가 발매되었고, 스피디 원더그라운드의 프로듀싱 하에 250개 한정으로 7인치 레코드가 발매되었다.
‘Athen's, France’와 두 번째 싱글 ‘Sunglasses’가 발매되기 이전인 때에 일곱 번째 멤버인 루크 마크가 영입되었다. 두 번째 싱글은 블랙 에디션스를 통해 2019년 7월 25일 발매되었다.

## 관련 활동과 가명
엘러리는 실험 전자 음악 듀오 족스트랩의 멤버로, 와프 레코드를 통해 2개의 EP를 발매하였다. 또한 제이미 엑스엑스와 BBC 라디오 3에서 2020년 5월 20일 세션으로 참여하였다. 그리고 2019년에는 미끼라는 영화에 배우로 연기를 펼쳤으며, 해당 작품은 영국 영화 텔레비전 예술 아카데미 시상식에서 상을 수상하였다.
우드는 제임스 마틴과 “Good Dog vs. Bad Dog”라는 컬래버레이션 음반을 더 게스트라는 가명을 사용한 채 발매하였다.
에반스는 굿 위드 패런츠라는 이름으로 셀프 타이틀 음반을 발매하였으며, TRAMMS의 싱글 'The Greyhound'에 피처링으로 참여하였다.
타일러 하이드는 음악 그룹 언더월드의 멤버 칼 하이드의 딸이다.
찰리 웨인은 또 다른 영국 밴드 어글리의 드러머이기도 하다.

## 멤버

### 현재 멤버
- 이삭 우드 - 보컬, 기타
- 타일러 하이드 - 베이스
- 루이스 에반스 - 색소폰
- 조지아 엘러리 - 바이올린
- 메이 커쇼 - 키보드
- 찰리 웨인 - 드럼
- 루크 마크 - 기타

## 디스코그래피

### 정규 음반
| 연도 | 제목                                                          |
| ---- | ------------------------------------------------------------- |
| 2021 | For the First Time - 발매일: 2021년 2월 5일 - 레이블: 닌자 튠 |
| 2022 | Ants from Up There                                            |
| 2025 | Forever Howlong                                               |